# شهرستان کرول (ویرجینیا)
شهرستان کرول، ویرجینیا (به انگلیسی: Carroll County, Virginia) یک سکونتگاه مسکونی در ایالات متحده آمریکا است که در ویرجینیا واقع شده‌است.

## خصوصیات
شهرستان کرول ۱٬۲۳۸٫۰۲ کیلومترمربع مساحت دارد.